# Рейнбоу (бронепалубен крайцер)
Рейнбоу (на английски: HMCS Rainbow, HMS Rainbow) е бронепалубен крайцер от типа „Аполо“, построен от Palmers Shipbuilding and Iron за британския Кралски флот. Впоследствие предаден на доминиона Канада.

## История на службата

### Кралски флот на Великобритания
От 1895 до 1898 г. крайцерът се води към Китайската станция и е базиран в Хонконг, От 1898 до 1899 г. носи службата си в Малта. Стойността на издръжка на кораба е счетена за прекалено висока и поради това използването му в периода 1900 – 1909 г. е ограничено и в по-голямата си част около бреговете на Англия. Корабът не е сред приоритетните за флота и в годините на принудително бездействие е незначително модернизиран. В онези времена обучението на екипажите се изчерпва със смяната на кораба им. В резултат на това от 1907 до 1909 г. той нито веднъж не излиза в морето. В началото на 1909 г. Адмиралтейството изключва крайцера от списъка на флота и го привежда в резерв.

### В Кралския канадски военноморски флот
1910 г. Рейнбоу е предаден на Канада и отново влиза в експлоатация като „HMCS Rainbow“ (канадски кораб на Нейно Величество). Найоби и Рейнбоу са двата първи кораба на ВМС на Канада и двата са купени от британското Адмиралтейство. На 4 май 1910 г. Рейнбоу постъпва в състава на канадския флот. Към неговите първоначални задачи са: тренировки, церемониални посещения и охрана на риболовните зони. Той е зачислен към тихоокеанското крайбрежие на Канада в Ескуаймолт, (Британска Колумбия).
1914 г. Рейнбоу е изпратен във Ванкувър за разрешаването на международен проблем. Корабът Комагата Мару, превозващ сикхски емигранти от Индия, смята да наруши емиграционния закон на Канада, който забранява емиграция от Южна Азия. На пътниците на кораба, дори и британски поданици, е забранено да слязат на брега. Рейнбоу трябва да накара кораба да се върне в Индия. В резултат на това, вече на обратния път към Бадж-Бадж (Индия), двадесет пътника, които се съпротивляват срещу насилственото им връщане в Индия, са убити.
През 1916 г. и началото на 1917 г. Рейнбоу превозва 140 000 000 $ в руско злато (по курс на канадския долар за 1917 г.) от Ескуаймолт във Ванкувър. Това са пари, които руското правителство изпраща в Британия, като гаранция на английските кредити за военните доставки за Русия.